# Gary Cahill
Gary James Cahill (Sheffield, South Yorkshire, 19 december 1985) is een voormalig Engels voetballer die doorgaans speelde als verdediger. Hij speelde onder meer bij Aston Villa, Bolton Wanderers, Chelsea en Crystal Palace. Cahill was van 2010 tot en met 2018 international in het Engels voetbalelftal, waarvoor hij 61 interlands speelde en vijf keer scoorde.

## Clubcarrière

### Aston Villa
Cahill werd al eerder verhuurd aan Burnley, waar hij werd gekozen tot jonge speler van het jaar en speler van het jaar. 
Hij maakte zijn debuut voor Aston Villa als invaller in de met 5–0 verloren wedstrijd tegen Manchester United. Het seizoen daarop begon Cahill geblesseerd, maar profiteerde later in het seizoen van een blessure van Martin Laursen en speelde in het seizoen 2006/07 een aantal wedstrijden. Op 19 september 2007 werd Cahill voor drie maanden verhuurd aan Sheffield United; een paar dagen later maakte hij al zijn debuut in de wedstrijd tegen Crystal Palace. Zijn eerste doelpunt maakte Cahill op 10 december in de wedstrijd tegen Stoke City. Zoals afgesproken keerde Cahill medio december terug naar Aston Villa. Bij Sheffield United speelde hij uiteindelijk in totaal zestien competitiewedstrijden, waarin hij tweemaal trefzeker was.

### Bolton Wanderers
Op 30 januari 2008 tekende Cahill een contract voor drieënhalf jaar bij Bolton Wanderers. Drie dagen later maakte hij zijn debuut in de wedstrijd tegen Reading FC. Sindsdien groeide Cahill uit tot een publiekslieveling in het Reebok Stadium; hij werd aan het einde van het seizoen dan ook gekozen tot beste nieuwkomer. In juli 2008 kreeg Cahill het rugnummer 5 toegewezen, dat daarvoor werd gedragen door Abdoulaye Méïté.

### Chelsea
In de winter van 2012 tekende Cahill een contract bij Chelsea. Het bedrag dat Chelsea betaalde aan Bolton lag rond de zeven miljoen pond. Hij maakte zijn debuut voor zijn nieuwe club in de Premier League in de wedstrijd tegen Manchester United, die in een 3–3 gelijkspel eindigde. Het eerste doelpunt van Cahill viel in het duel om de FA Cup tegen Leicester City (5–2 winst). Zijn eerste competitiedoelpunt in de competitie maakte Cahill in de wedstrijd tegen Manchester City, die Chelsea uiteindelijk met 2–1 verloor. Door de schorsing van aanvoerder John Terry speelde Cahill in de finale van de UEFA Champions League. Bayern München werd verslagen na strafschoppen; Cahill speelde de volledige wedstrijd. Op 3 mei 2015 werd hij met Chelsea landskampioen. In december 2015 tekende Cahill een nieuw contract, dat hem tot juni 2019 aan Chelsea verbond.

### Crystal Palace
Op 5 augustus 2019 tekende Cahill een tweejarig contract bij Crystal Palace. Zijn debuut maakte Cahill op 24 augustus 2019 in de gewonnen competitiewedstrijd (2–1), uit tegen Manchester United.

### Bournemouth
Op 20 augustus 2021 tekende Cahill een eenjarig contract bij Bournemouth.

## Clubstatistieken
| Seizoen | Club               | Competitie     | Competitie | Competitie | Beker | Beker | Internationaal | Internationaal | Totaal | Totaal |
| Seizoen | Club               | Competitie     | Wed.       | Dlp.       | Wed.  | Dlp.  | Wed.           | Dlp.           | Wed.   | Dlp.   |
| ------- | ------------------ | -------------- | ---------- | ---------- | ----- | ----- | -------------- | -------------- | ------ | ------ |
| 2004/05 | Aston Villa        | Premier League | 0          | 0          | 0     | 0     | —              | —              | 0      | 0      |
| 2004/05 | → Burnley          | Championship   | 27         | 1          | 4     | 0     | —              | —              | 31     | 1      |
| 2005/06 | Aston Villa        | Premier League | 7          | 1          | 0     | 0     | —              | —              | 7      | 1      |
| 2006/07 | Aston Villa        | Premier League | 20         | 0          | 1     | 0     | —              | —              | 21     | 0      |
| 2007/08 | Aston Villa        | Premier League | 1          | 0          | 1     | 0     | —              | —              | 2      | 0      |
| 2007/08 | → Sheffield United | Championship   | 16         | 2          | 0     | 0     | —              | —              | 16     | 2      |
| 2007/08 | Bolton Wanderers   | Premier League | 13         | 0          | 0     | 0     | 4              | 0              | 17     | 0      |
| 2008/09 | Bolton Wanderers   | Premier League | 33         | 3          | 1     | 0     | —              | —              | 34     | 3      |
| 2009/10 | Bolton Wanderers   | Premier League | 29         | 5          | 5     | 2     | —              | —              | 34     | 7      |
| 2010/11 | Bolton Wanderers   | Premier League | 36         | 3          | 5     | 0     | —              | —              | 41     | 3      |
| 2011/12 | Bolton Wanderers   | Premier League | 19         | 2          | 2     | 0     | —              | —              | 21     | 2      |
| 2011/12 | Chelsea            | Premier League | 10         | 1          | 4     | 0     | 5              | 0              | 19     | 1      |
| 2012/13 | Chelsea            | Premier League | 26         | 2          | 8     | 2     | 11             | 2              | 45     | 6      |
| 2013/14 | Chelsea            | Premier League | 30         | 1          | 6     | 0     | 11             | 1              | 47     | 2      |
| 2014/15 | Chelsea            | Premier League | 36         | 1          | 6     | 1     | 6              | 1              | 48     | 3      |
| 2015/16 | Chelsea            | Premier League | 23         | 2          | 6     | 1     | 7              | 1              | 36     | 4      |
| 2016/17 | Chelsea            | Premier League | 37         | 6          | 6     | 2     | —              | —              | 43     | 8      |
| 2017/18 | Chelsea            | Premier League | 27         | 0          | 9     | 0     | 6              | 0              | 42     | 0      |
| 2018/19 | Chelsea            | Premier League | 2          | 0          | 2     | 0     | 4              | 0              | 8      | 0      |
| 2019/20 | Crystal Palace     | Premier League | 25         | 0          | 2     | 0     | —              | —              | 27     | 0      |
| 2020/21 | Crystal Palace     | Premier League | 20         | 1          | 0     | 0     | —              | —              | 20     | 1      |
| 2021/22 | AFC Bournemouth    | Championship   | 22         | 0          | 0     | 0     | —              | —              | 22     | 0      |
| Totaal  | Totaal             | Totaal         | 459        | 31         | 68    | 8     | 54             | 5              | 581    | 44     |

## Interlandcarrière
Cahill maakte zijn debuut in het Engels voetbalelftal in een wedstrijd in het kwalificatietoernooi voor het Europees kampioenschap voetbal 2012 tegen Bulgarije op Wembley (4–0 winst). Hij verving Michael Dawson in de 57ste minuut. Zijn eerste interlanddoelpunt maakte Cahill in de tweede kwalificatiewedstrijd tegen de Bulgaren: in de dertiende minuut opende hij de score. De wedstrijd eindigde uiteindelijk in een 0–3 overwinning. Cahill zat in de selectie voor Europees kampioenschap voetbal 2012 in Polen en Oekraïne, maar viel geblesseerd uit in de zeventiende minuut in de oefeninterland ter voorbereiding op het toernooi tegen België. Na een duw van Dries Mertens kwam Cahill met zijn hoofd in botsing met de doelman Joe Hart. Martin Kelly (Liverpool FC) werd opgeroepen als zijn vervanger. In het succesvolle kwalificatietoernooi voor het wereldkampioenschap voetbal 2014 in Brazilië speelde hij vijf wedstrijden mee, waaronder de beslissende 2–0 overwinning op Polen op 15 oktober 2013. In mei 2014 werd hij door bondscoach Roy Hodgson opgenomen in de selectie voor het wereldkampioenschap. Op 14 juni maakte Cahill zijn WK-debuut in de eerste wedstrijd van de Engelsen tegen Italië (1–2 verlies). Hij speelde de volledige 97 minuten mee. Cahill werd – na een plaats in het basiselftal in alle kwalificatieduels – op 16 mei 2016 opgenomen in de selectie van Engeland voor het Europees kampioenschap voetbal 2016. Engeland werd in de achtste finale uitgeschakeld door IJsland (1–2) na doelpunten van Ragnar Sigurðsson en Kolbeinn Sigþórsson.
| Interlands van Gary Cahill voor Engeland | Interlands van Gary Cahill voor Engeland | Interlands van Gary Cahill voor Engeland | Interlands van Gary Cahill voor Engeland | Interlands van Gary Cahill voor Engeland | Interlands van Gary Cahill voor Engeland | Interlands van Gary Cahill voor Engeland |
| №                                        | Datum                                    | Wedstrijd                                | Uitslag                                  | Soort wedstrijd                          | Doelpunten                               |                                          |
| Als speler bij Bolton Wanderers FC       | Als speler bij Bolton Wanderers FC       | Als speler bij Bolton Wanderers FC       | Als speler bij Bolton Wanderers FC       | Als speler bij Bolton Wanderers FC       | Als speler bij Bolton Wanderers FC       | Als speler bij Bolton Wanderers FC       |
| ---------------------------------------- | ---------------------------------------- | ---------------------------------------- | ---------------------------------------- | ---------------------------------------- | ---------------------------------------- | ---------------------------------------- |
| 1.                                       | 3 september 2010                         | Engeland – Bulgarije                     | 4 – 0                                    | Kwalificatie EK 2012                     |                                          |                                          |
| 2.                                       | 9 februari 2011                          | Denemarken – Engeland                    | 1 – 2                                    | Vriendschappelijk                        |                                          |                                          |
| 3.                                       | 29 maart 2011                            | Engeland – Ghana                         | 1 – 1                                    | Vriendschappelijk                        |                                          |                                          |
| 4.                                       | 2 september 2011                         | Bulgarije – Engeland                     | 0 – 3                                    | Kwalificatie EK 2012                     | 13'                                      |                                          |
| 5.                                       | 6 september 2011                         | Engeland – Wales                         | 1 – 0                                    | Kwalificatie EK 2012                     |                                          |                                          |
| 6.                                       | 7 oktober 2011                           | Montenegro – Engeland                    | 2 – 2                                    | Kwalificatie EK 2012                     |                                          |                                          |
| 7.                                       | 15 november 2011                         | Engeland – Zweden                        | 1 – 0                                    | Vriendschappelijk                        |                                          |                                          |
| Als speler bij Chelsea FC                |                                          |                                          |                                          |                                          |                                          |                                          |
| 8.                                       | 29 februari 2012                         | Engeland – Nederland                     | 2 – 3                                    | Vriendschappelijk                        | 85'                                      |                                          |
| 9.                                       | 2 juni 2012                              | Engeland – België                        | 1 – 0                                    | Vriendschappelijk                        |                                          |                                          |
| 10.                                      | 15 augustus 2012                         | Engeland – Italië                        | 2 – 1                                    | Vriendschappelijk                        |                                          |                                          |
| 11.                                      | 12 oktober 2012                          | Engeland – San Marino                    | 5 – 0                                    | Kwalificatie WK 2014                     |                                          |                                          |
| 12.                                      | 14 november 2012                         | Zweden – Engeland                        | 4 – 2                                    | Vriendschappelijk                        |                                          |                                          |
| 13.                                      | 6 februari 2013                          | Engeland – Brazilië                      | 2 – 1                                    | Vriendschappelijk                        |                                          |                                          |
| 14.                                      | 29 mei 2013                              | Engeland – Ierland                       | 1 – 1                                    | Vriendschappelijk                        |                                          |                                          |
| 15.                                      | 2 juni 2013                              | Brazilië – Engeland                      | 2 – 2                                    | Vriendschappelijk                        |                                          |                                          |
| 16.                                      | 14 augustus 2013                         | Engeland – Schotland                     | 3 – 2                                    | Vriendschappelijk                        |                                          |                                          |
| 17.                                      | 6 september 2013                         | Engeland – Moldavië                      | 4 – 0                                    | Kwalificatie WK 2014                     |                                          |                                          |
| 18.                                      | 10 september 2013                        | Oekraïne – Engeland                      | 0 – 0                                    | Kwalificatie WK 2014                     |                                          |                                          |
| 19.                                      | 11 oktober 2013                          | Engeland – Montenegro                    | 4 – 1                                    | Kwalificatie WK 2014                     |                                          |                                          |
| 20.                                      | 15 oktober 2013                          | Engeland – Polen                         | 2 – 0                                    | Kwalificatie WK 2014                     |                                          |                                          |
| 21.                                      | 15 november 2013                         | Engeland – Chili                         | 0 – 2                                    | Vriendschappelijk                        |                                          |                                          |
| 22.                                      | 5 maart 2014                             | Engeland – Denemarken                    | 1 – 0                                    | Vriendschappelijk                        |                                          |                                          |
| 23.                                      | 30 mei 2014                              | Engeland – Peru                          | 3 – 0                                    | Vriendschappelijk                        | 65'                                      |                                          |
| 24.                                      | 7 juni 2014                              | Engeland – Honduras                      | 0 – 0                                    | Vriendschappelijk                        |                                          |                                          |
| 25.                                      | 14 juni 2014                             | Engeland – Italië                        | 1 – 2                                    | WK 2014                                  |                                          |                                          |
| 26.                                      | 19 juni 2014                             | Uruguay – Engeland                       | 2 – 1                                    | WK 2014                                  |                                          |                                          |
| 27.                                      | 24 juni 2014                             | Costa Rica – Engeland                    | 0 – 0                                    | WK 2014                                  |                                          |                                          |
| 28.                                      | 3 september 2014                         | Engeland – Noorwegen                     | 1 – 0                                    | Vriendschappelijk                        |                                          |                                          |
| 29.                                      | 8 september 2014                         | Zwitserland – Engeland                   | 0 – 2                                    | Kwalificatie EK 2016                     |                                          |                                          |
| 30.                                      | 9 oktober 2014                           | Engeland – San Marino                    | 5 – 0                                    | Kwalificatie EK 2016                     |                                          |                                          |
| 31.                                      | 12 oktober 2014                          | Estland – Engeland                       | 0 – 1                                    | Kwalificatie EK 2016                     |                                          |                                          |
| 32.                                      | 15 november 2014                         | Engeland – Slovenië                      | 3 – 1                                    | Kwalificatie EK 2016                     |                                          |                                          |
| 33.                                      | 18 november 2014                         | Schotland – Engeland                     | 1 – 3                                    | Vriendschappelijk                        |                                          |                                          |
| 34.                                      | 27 maart 2015                            | Engeland – Litouwen                      | 4 – 0                                    | Kwalificatie EK 2016                     |                                          |                                          |
| 35.                                      | 7 juni 2015                              | Ierland – Engeland                       | 0 – 0                                    | Vriendschappelijk                        |                                          |                                          |
| 36.                                      | 14 juni 2015                             | Slovenië – Engeland                      | 2 – 3                                    | Kwalificatie EK 2016                     |                                          |                                          |
| 37.                                      | 8 september 2015                         | Engeland – Zwitserland                   | 2 – 0                                    | Kwalificatie EK 2016                     |                                          |                                          |
| 38.                                      | 9 oktober 2015                           | Engeland – Estland                       | 2 – 0                                    | Kwalificatie EK 2016                     |                                          |                                          |
| 39.                                      | 13 november 2015                         | Spanje – Engeland                        | 2 – 0                                    | Vriendschappelijk                        |                                          |                                          |
| 40.                                      | 17 november 2015                         | Engeland – Frankrijk                     | 2 – 0                                    | Vriendschappelijk                        |                                          |                                          |
| 41.                                      | 26 maart 2016                            | Duitsland – Engeland                     | 2 – 3                                    | Vriendschappelijk                        |                                          |                                          |
| 42.                                      | 22 mei 2016                              | Engeland – Turkije                       | 2 – 1                                    | Vriendschappelijk                        |                                          |                                          |
| 43.                                      | 2 juni 2016                              | Engeland – Portugal                      | 1 – 0                                    | Vriendschappelijk                        |                                          |                                          |
| 44.                                      | 11 juni 2016                             | Engeland – Rusland                       | 1 – 1                                    | EK 2016                                  |                                          |                                          |
| 45.                                      | 16 juni 2016                             | Engeland – Wales                         | 2 – 1                                    | EK 2016                                  |                                          |                                          |
| 46.                                      | 20 juni 2016                             | Slowakije – Engeland                     | 0 – 0                                    | EK 2016                                  |                                          |                                          |
| 47.                                      | 27 juni 2016                             | Engeland – IJsland                       | 1 – 2                                    | EK 2016                                  |                                          |                                          |

Bijgewerkt op 27 juni 2016.

## Erelijst
Chelsea
- UEFA Champions League: 2011/12
- UEFA Europa League: 2012/13, 2018/19
- Premier League: 2014/15, 2016/17
- FA Cup: 2011/12, 2017/18
- Football League Cup: 2014/15

Individueel
- Aston Villa Goal of the Season: 2005/06
- Burnley Player of the Year: 2004/05
- Burnley Young Player of the Year: 2004/05
- Bolton Wanderers Players' Player of the Year: 2008/09
- Premier League PFA Team of the Year: 2013/14, 2014/15